# Eon (sovrano)
Eon (in greco antico: ΗΟΝ?, ĒON; ... – IV secolo) è stato un sovrano di Aksum.